# Trichocera variata
Trichocera variata är en tvåvingeart som beskrevs av Alexander 1961. Trichocera variata ingår i släktet Trichocera och familjen vintermyggor. Inga underarter finns listade i Catalogue of Life.